# Myotis yesoensis
Myotis yesoensis  (Yoshiyuki, 1984) è un pipistrello della famiglia dei Vespertilionidi endemico del Giappone.

## Descrizione

### Dimensioni
Pipistrello di piccole dimensioni, con la lunghezza della testa e del corpo tra 44 e 51,3 mm, la lunghezza dell'avambraccio tra 32,8 e 35,3 mm, la lunghezza della coda tra 34,5 e 41 mm, la lunghezza del piede tra 8,2 e 9 mm, circa il 63,5% della tibia e la lunghezza delle orecchie tra 12,3 e 13,1 mm.

### Aspetto
La pelliccia è lunga, molto soffice e setosa. Le parti dorsali sono bruno-rossastre e bruno-nerastre lungo i fianchi, mentre le parti ventrali sono bruno-giallastre, con una macchia più scura su ogni lato del petto. Le orecchie sono bruno-nerastre scure, moderatamente lunghe, strette, arrotondate e con il bordo anteriore convesso. Il trago è lungo più della metà del padiglione auricolare, con il margine anteriore leggermente concavo e quello posteriore convesso nella parte centrale. Le membrane alari sono ampie, bruno-nerastre scure e attaccate posteriormente alla base dell'alluce. I piedi sono più lunghi della metà della tibia. La coda è lunga ed inclusa completamente nell'ampio uropatagio, mentre il calcar è sottile e privo di carenatura. Il secondo premolare superiore è piccolo e disposto lungo la linea alveolare.

## Biologia

### Comportamento
Si rifugia nelle cavità degli alberi.

### Alimentazione
Si nutre di insetti.

## Distribuzione e habitat
Questa specie è conosciuta soltanto sull'isola di Hokkaidō, Giappone.
Vive nelle foreste montane.

## Conservazione
Questa specie, considerata dalla IUCN sinonimo di Myotis ikonnikovi, è minacciata dalla perdita del proprio habitat delle foreste mature.